# فلیکس باوم‌گارتنر
فلیکس باومگارتنر (به آلمانی: Felix Baumgartner) (۲۰ آوریل ۱۹۶۹ – ۱۷ ژوئیه ۲۰۲۵) چترباز، بدل‌کار و بیس جامپر اتریشی بود. او به‌خاطر پرش از استراتوسفر با بالون هلیومی در ۱۴ اکتبر ۲۰۱۲ مشهور بود که در نیومکزیکو ایالات متحده فرود آمد. این رویداد بخشی از پروژه ردبول استراتوس محسوب می‌شد. او نخستین انسانی شد که هنگام فرود، بدون استفاده از نیروی محرکه، دیوار صوتی را نسبت به سطح زمین شکسته است. او رکوردهای پرش آزاد در سه زمینه، بیشترین ارتفاع پرش (۳۸٬۹۶۹٫۳ متر)، طولانی‌ترین سقوط آزاد عمودی بدون چتر نجات دروگ، و بیشترین سرعت عمودی بدون چتر نجات دروگ را شکست. هرچند نام او هنوز بر دو رکورد آخر باقی است، اما رکورد ارتفاع پرشش دو سال بعد شکسته شد؛ زمانی که در ۲۴ اکتبر ۲۰۱۴، آلن یوستس از ارتفاع ۱۳۵٬۸۹۰ فوت (۴۱٫۴۲ کیلومتر / ۲۵٫۷۴ مایل) با چتر دروگ پرش کرد.

## زندگی‌نامه
فلیکس باومگارتنر در زالتسبورگ اتریش متولد شد. نام مادرش اوا و یک برادر کوچکتر به نام جرارد دارد. در کودکی، او رؤیای پرواز و چتربازی را در سر می‌پروراند. در سال ۱۹۹۹، او با پریدن از برج‌های دوقلوی پتروناس در کوالا لامپور، مالزی، رکورد جهانی بلندترین پرش با چتر نجات از یک ساختمان را به نام خود ثبت کرد. در ۲۰ ژوئیه ۲۰۰۳، باومگارتنر اولین کسی بود که با استفاده از یک بال فیبر کربنی مخصوص، از کانال انگلیس با چتربازی عبور کرد. آلبان گیسلر، که بال فیبر کربنی اسکای ری را همراه با کریستوف آرنز توسعه داده بود، پس از پرش باومگارتنر اظهار داشت که بالی که او استفاده کرده، کپی دو نمونه اولیه بال اسکای وی است که دو سال قبل به ردبول (حامی مالی باومگارتنر) فروخته شده بود.
باومگارتنر همچنین رکورد جهانی کمترین ارتفاع پرش از روی مجسمه مسیح منجی در ریو دو ژانیرو را به نام خود ثبت کرد، زمانی که او از ارتفاع ۲۹ متری (۹۵ فوتی) از دست مجسمه مسیح منجی پرید. این پرش همچنین باعث جنجال در بین پرش‌کنندگان از روی مجسمه شد، چرا که آنها اشاره کردند که باومگارتنر ارتفاع مجسمه را به عنوان ارتفاع پرش ذکر کرده است، در حالی که او روی شیبی پایین‌تر از پای مجسمه فرود آمده است، و اینکه دیگر پرش‌کنندگان از روی مجسمه قبلاً از روی مجسمه پریده‌اند اما از تبلیغ آن خودداری کرده‌اند.
او اولین کسی بود که در ۲۷ ژوئن ۲۰۰۴ از پل تکمیل‌شدهٔ میلائو ویاداکت در فرانسه، از ارتفاع پایین (بیس جامپینگ) پرش کرد و در ۱۸ اوت ۲۰۰۶، اولین کسی بود که با چتر نجات به ساختمان برج پیچنده در مالمو، سوئد، رفت و سپس از آنجا پرش کرد. در ۱۲ دسامبر ۲۰۰۷، او اولین کسی بود که به‌طور غیرمجاز از طبقهٔ ۹۱ بلندترین ساختمان تکمیل‌شدهٔ آن زمان جهان، تایپه ۱۰۱ در تایپه، تایوان، پرش از ارتفاع پایین انجام داد. در نتیجهٔ این حادثه، باومگارتنر از ورود مجدد به تایوان منع شد.

## سقوط آزاد

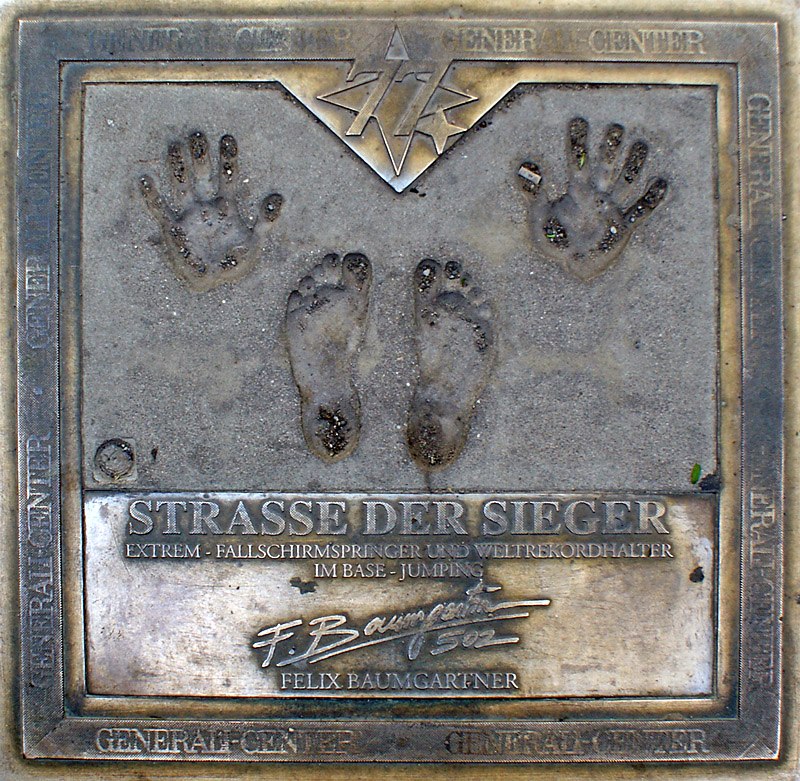
ادای احترام به باومگارتنر در خیابان ویکتورها، خیابان ماریا هیلفر، وین، اتریش

باومگارتنر در ۱۴ اکتبر ۲۰۱۲ طی پروژه‌ای به نام ردبول استراتوس با کپسولی متصل به یک بالون هلیمی، بر فراز شهر رازول ایالت نیومکزیکو در ایالات متحدهٔ آمریکا بالا رفت و از ارتفاع ۳۹٬۰۴۵ متری زمین (۱۲۸٬۱۰۰ فوت) در دمای ۵۶- درجه به سوی زمین پرید. در این سقوط آزاد که حدود ۴ دقیقه و ۱۹ ثانیه زمان گرفت، فلیکس به سرعتی معادل ۱۳۴۲ کیلومتر در ساعت (۸۳۴ مایل در ساعت یا ۱٫۲۴ ماخ) رسید و پس از بازشدن چتر، با زمانی معادل ۹ دقیقه (مجموع کل زمان پرش) در صحرای شرقی نیومکزیکو فرود آمد.

## مرگ
باومگارتنر در ۱۷ ژوئیه ۲۰۲۵ در سن ۵۶ سالگی در حین پرواز با پاراگلایدر موتوردار (پاراموتور) در پورتو سانت‌الپیدیو، نزدیک شهر فرمو، ایتالیا، درگذشت. او کنترل وسیله نقلیه را از دست داد و به یک کلبه چوبی در نزدیکی استخر شنای دهکده کمپینگ خانوادگی لو میموسه برخورد کرد. یک نفر نیز بر اثر برخورد با آوار مجروح شد.
شرکت ردبول، بامگارتنر، در بیانیه‌ای دربارهٔ درگذشت او نوشت: «فلیکس همواره مرزها را جابه‌جا می‌کرد، اما این کار را با دقت، هوشمندی و مسئولیت انجام می‌داد.

## جستارهای
- و